# Sixtinska kapellets kör

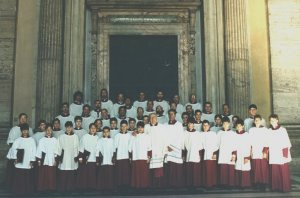
Sixtinska kapellets kör 2006.

Sixtinska kapellets kör eller Capella Musica Pontificalis Sixtina är påvens personliga kör i Vatikanstaten. 
Kören utgörs av 19 vuxna sångare och vid behov omkring 35 gossångare från Schola Puerorum vid Sixtinska kapellet. Den är en av världens äldsta körer, och har anor tillbaka till medeltiden. Flera framträdande kompositörer har komponerat sina verk för kören, däribland Giovanni Pierluigi da Palestrina, Luca Marenzio, Cristóbal de Morales och Gregorio Allegri. 
Sedan 2010 är Massimo Palombella kapellmästare.